# Stopplaats Oudemolen
Oudemolen is een voormalige stopplaats aan Staatslijn C tussen Meppel en Groningen. De stopplaats Oudemolen lag ten westen van het dorpje Oudemolen, tussen de huidige stations van Assen en Haren en was geopend van 1 mei 1870 tot 15 mei 1938.
0,0: Meppel ·
4,6: Ruinerwold ·
8,4: Koekange ·
14,5: Echten ·
19,8: Hoogeveen ·
29,4: Wijster ·
33,7: Beilen ·
37,8: Oranjekanaal ·
40,5: Hooghalen ·
49,3: Assen ·
56,3: Oudemolen ·
60,1: Vries-Zuidlaren ·
66,4: De Punt ·
71,2: Haren ·
74,2: Groningen Europapark ·
76,9: Groningen